# Cinnamomum miaoshanense
Cinnamomum miaoshanense là loài thực vật có hoa trong họ Nguyệt quế. Loài này được S.Lee & F.N.Wei miêu tả khoa học đầu tiên năm 1988.